# ژوکوفکا (سرزمین آلتای)
ژوکوفکا (به لاتین: Zhukovka) یک منطقهٔ مسکونی در روسیه است که در سرزمین آلتای واقع شده‌است.